# Aymar de La Baume Pluvinel
 (mai 2024).
 (mai 2024).
La mise en forme du texte ne suit pas les recommandations de Wikipédia : il faut le « wikifier ».
Les points d'amélioration suivants sont les cas les plus fréquents. Le détail des points à revoir est peut-être précisé sur la page de discussion.
- Les titres sont pré-formatés par le logiciel. Ils ne sont ni en capitales, ni en gras.
- Le texte ne doit pas être écrit en capitales (les noms de famille non plus), ni en gras, ni en italique, ni en « petit »…
- Le gras n'est utilisé que pour surligner le titre de l'article dans l'introduction, une seule fois.
- L'italique est rarement utilisé : mots en langue étrangère, titres d'œuvres, noms de bateaux, etc.
- Les citations ne sont pas en italique mais en corps de texte normal. Elles sont entourées par des guillemets français : « et ».
- Les listes à puces sont à éviter, des paragraphes rédigés étant largement préférés. Les tableaux sont à réserver à la présentation de données structurées (résultats, etc.).
- Les appels de note de bas de page (petits chiffres en exposant, introduits par l'outil «  Source ») sont à placer entre la fin de phrase et le point final[comme ça].
- Les liens internes (vers d'autres articles de Wikipédia) sont à choisir avec parcimonie. Créez des liens vers des articles approfondissant le sujet. Les termes génériques sans rapport avec le sujet sont à éviter, ainsi que les répétitions de liens vers un même terme.
- Les liens externes sont à placer uniquement dans une section « Liens externes », à la fin de l'article. Ces liens sont à choisir avec parcimonie suivant les règles définies. Si un lien sert de source à l'article, son insertion dans le texte est à faire par les notes de bas de page.
- La présentation des références doit suivre les conventions bibliographiques. Il est recommandé d'utiliser les modèles {{Ouvrage}}, {{Chapitre}}, {{Article}}, {{Lien web}} et/ou {{Bibliographie}}. Le mode d'édition visuel peut mettre en forme automatiquement les références.
- Insérer une infobox (cadre d'informations à droite) n'est pas obligatoire pour parachever la mise en page.

Pour une aide détaillée, merci de consulter Aide:Wikification.
Si vous pensez que ces points ont été résolus, vous pouvez retirer ce bandeau et améliorer la mise en forme d'un autre article.
Pour les articles homonymes, voir Baume.
Aymar Eugène de La Baume Pluvinel, né le 6 novembre 1860 à Paris 8e et mort le 18 juillet 1938 au château de Comblat à Vic-sur-Cère, est un astronome français. Il consacra ses travaux à la photographie des corps célestes, ce qui lui valut d'être reçu à l'Académie des sciences en 1932.

## Biographie
Aymar de La Baume appartient à cette lignée des astronomes amateurs qui, sans dépendre d'une institution officielle, ont su faire progresser l’astronomie avec pour moteur la passion et l'indépendance.
Fils de Charles-Alexandre de la Baume, marquis de Pluvinel, et de Marie-Marguerite de Labay de Viella, issu d'une vieille famille du Dauphiné, qui a compté au XVIIe siècle l'écuyer principal de Louis XIII, Antoine de Pluvinel, et qui s'est installée à Paris peu après la Révolution (l'hôtel particulier des La Baume Pluvinel existe toujours au 7 rue de La Baume), il épouse en 1895 Henriette de Durfort-Civrac (1865-1936), dont il aura notamment une fille Geneviève et un fils Antoine, mort à l'âge de 18 ans le 17 juillet 1916, pendant la Grande Guerre de 1914-1918. 
Ayant hérité d'une importante fortune mobilière et immobilière, comme le château de Comblat en Haute-Auvergne apporté en 1811 par sa grand-mère paternelle née Amélie Lacarrière de Comblat, ou encore le château de Marcoussis en Essonne, il put se consacrer à ses activités scientifiques et financer plusieurs missions d'observation des éclipses solaires dans le monde. 
Il fut maire de Marcoussis. Il resta très attaché à la Haute-Auvergne, en particulier à Vic-sur-Cère, où il se rendit régulièrement toute sa vie. Il fut inhumé dans le cimetière du village. Il a contribué à la fondation de La Veillée d'Auvergne en 1908.

## Travaux
À l'âge de 22 ans, il partit avec la mission envoyée en Haïti sous la direction d'Antoine d'Abbadie, pour observer le passage de Vénus du 6 décembre 1882. À cette occasion, il découvre les premières applications de la photographie au gélatino-bromure d’argent.
À son retour, Jules Janssen l'accueillit à Meudon pour y étudier toutes les questions de physique solaire se rattachant à l'observation des éclipses totales de Soleil. En 1887, il entreprit sa première expédition personnelle pour observer l'éclipse totale de Soleil du 18 août ; malheureusement, le ciel fut couvert. Au retour, il fut attaché à l'observatoire de Meudon et y travailla avec Janssen, jusqu'en 1896, à préparer les expéditions d'éclipses de Soleil. En 1889, il observa l'éclipse du 22 décembre aux îles du Salut (Guyane française) ; en 1890 l'éclipse annuaire du 17 juin à la Canée (Crète) ; en 1900, l'éclipse du 28 mai à Elche (Espagne) ; en 1901, l'éclipse du 17 mai aux environs de Padang (Sumatra) avec un jeune assistant, Albert Senouque ; la même année, l'éclipse annulaire du 11 novembre au Caire avec Pasteur et Senouque ; en 1905, l'éclipse du 30 août à Alcala de Chisvert (Espagne) avec ses assistants Senouque et Baldet ; en 1912, l'éclipse annulaire du 17 avril à Saint-Germain-en-Laye ; en 1914, l'éclipse du 21 août à Théodosie en Crimée.
Outre les expéditions, il mène de nombreuses campagnes d'observation et de photographies, à partir des observatoires de Nice, Meudon, Juvisy, du mont Mounier et du Pic du Midi - dont il est l'un des premiers astronomes à utiliser le télescope et où il réalise alors, avec son assistant Fernand Baldet, les premiers clichés photographiques de la planète Mars. Les clichés obtenus de la surface de Mars, grâce au télescope de la coupole Baillaud du Pic du Midi, d'une puissance inédite, furent à même de démentir formellement l'existence de canaux martiens (histoire du Pic du Midi).
Il fut président de la Société astronomique de France de 1913 à 1919. Pendant toute cette période troublée, il maintint avec Camille Flammarion l'activité de la Société et assura la publication régulière de son Bulletin. En 1923, il reçoit le Prix Jules-Janssen de la Société pour ses « importantes observations sur le Soleil et les éclipses ».
Les expéditions
Il est difficile aujourd’hui de se faire une idée de l’enthousiasme avec lequel les jeunes astrophysiciens de l’époque préparaient et menaient jusqu’au bout ces expéditions lointaines. Des équipes étaient constituées pour veiller à l’acheminement d’un matériel scientifique fragile dans les lieux les mieux placés pour observer le phénomène, c'est-à-dire le plus souvent dans des endroits très isolés.
Pour réaliser les précieux clichés, il fallait mener un lourd travail préalable d'installation et de positionnement des appareils photographiques. 
Après les semaines de voyage, l'équipe déballait les caisses puis s'employait à assembler puis régler les appareils capricieux. Des semaines entières étaient ainsi investies en mises au point pour quelques secondes de prises de vue. Sans compter qu'un simple voile nuageux suffisait à réduire à néant toute cette préparation...
Les avancées permises par ses travaux
À l'occasion de la remise du prix Valz à La Baume Pluvinel en 1909, l'Académie des sciences précise dans son compte rendu les avancées permises par les travaux de l'astronome :
• Par ses travaux astronomiques, M. de la Baume Pluvinel a acquis, depuis une trentaine d'années, une notoriété qui dépasse les frontières de notre pays. Volontaire de la Science, il a créé à ses frais un matériel spécial pour l'observation des éclipses de Soleil. À plusieurs reprises, il s'est transporté au-delà des mers, pour être témoin de ce rare phénomène, et a rapporté de ses expéditions de nombreux documents qui ont contribué à préciser nos connaissances sur la couronne solaire, sur la constitution de la chromosphère et sur la nature des vapeurs incandescentes immédiatement voisines de la photosphère. 
• M. de la Baume Pluvinel s'est également attaché à l'étude de la constitution des comètes. Utilisant un spectroscope à prisme objectif très lumineux, il a trouvé, parmi les radiations émises par la comète Morehouse, des raies particulières paraissant obéir aux lois des spectres de bandes, découvertes par notre confrère M. Deslandres, et caractérisant la présence de gaz nouveaux dans l'atmosphère de cet astre. Ce résultat inattendu est venu réformer nos idées concernant la constitution des comètes, dont la partie gazeuse était considérée, jusque dans ces derniers temps, comme un simple mélange de cyanogène et d'hydrocarbures. 
• Dans un autre ordre d'idées, M. de la Baume Pluvinel est l'auteur d'une méthode extrêmement ingénieuse qui se prête à la mesure des effets si complexes de la variation des latitudes. Cette méthode, fondée sur l'emploi d'une lunette zénithale d'un type particulier, donne d'excellents résultats à l'Observatoire de Paris, où elle est actuellement appliquée. 
• Possédant le sens expérimental et l'ingéniosité du physicien, M. de la Baume Pluvinel a, d'ailleurs, imaginé des appareils météorologiques enregistreurs qui ont fait leurs preuves, pour le sondage de l'atmosphère et pour suivre les variations de pression et de température, durant tout le cours de l'année, au sommet du mont Blanc.

## Publications
- Le développement de l'image latente : la photographie au gélatino-bromure d'argent, Paris, Gauthier-Villars et fils, 1889 (lire en ligne).
- La Théorie des procédés photographiques, Paris, Gauthier-Villars, 1895, 227 p. (lire en ligne).